# Tuczno (województwo lubuskie)
Tuczno – wieś w Polsce położona w województwie lubuskim, w powiecie strzelecko-drezdeneckim, w gminie Strzelce Krajeńskie.

## Historia
W marcu 1945 żołnierze 37. Pułku 7. Łużyckiej Dywizji Piechoty odnaleźli na jednym z podwórzy gospodarskich zbiór książek liczący kilka tysięcy woluminów. Były to tomy w językach polskim, łacińskim i niemieckim zrabowane z ziem polskich. Zabezpieczono je i przekazano Głównemu Zarządowi Polityczno-Wychowawczemu LWP.
W latach 1975–1998 miejscowość położona była w województwie gorzowskim.

## Zabytki

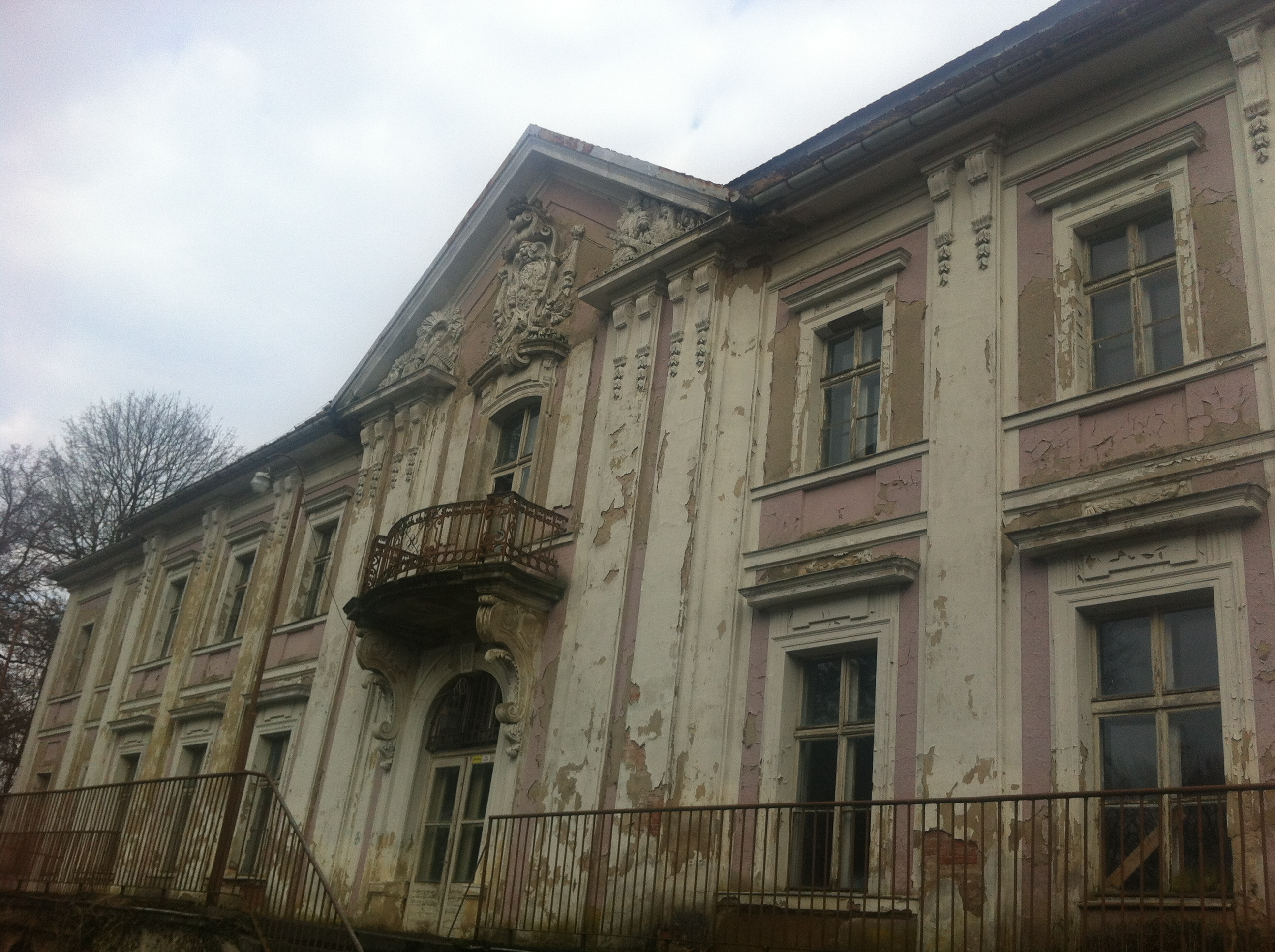
Pałac z lat 1897-99

Do wojewódzkiego rejestru zabytków wpisane są:
- zespół pałacowy, z XVIII wieku-XIX wieku: 
  - pałac, z lat 1897–1899
  - park.